# Front Occidental de la Segona Guerra Mundial
|  | Aquest article tracta sobre la Segona Guerra Mundial. Si cerqueu la Primera Guerra Mundial, vegeu «Front occidental (Primera Guerra Mundial)». |

El Front Occidental o Front de l'Europa Occidental fou el segon front europeu en importància durant la Segona Guerra Mundial.

## 1939-1940

### Guerra de Broma
La Phony War o guerra de broma és el període des de l'inici de la Segona Guerra Mundial. Comença amb la Invasió de Polònia l'1 de setembre de 1939 i dura fins al començament de la batalla de França, la primavera de 1940. En aquest període, tot i que les grans potències europees s'havien declarat la guerra, el front occidental fou especialment poc cruent pel que fa a operacions militars.
L'exèrcit alemany va centrar-se en la dominació definitiva de Polònia, mentre que algunes unitats van ser destinades a defensar la línia Siegfried. Mentre l'exèrcit francès i l'exèrcit britànic eren a la frontera entre Alemanya i França en posicions defensives a la línia Maginot.
Durant aquesta època, els exèrcits aliats ses van afanyan a comprar material armamentístic als Estats Units, els quals es van declarar país no bel·ligerant; al seu torn, per impedir l'arribada de material bèl·lic a Gran Bretanya, el Tercer Reich preparava la Batalla de l'Atlàntic.

#### Escandinàvia
El front romandria estable fins a l'abril de 1940 quan les tropes alemanyes van llançar l'Operació Weserübung, és a dir, la invasió de Noruega i Dinamarca. L'exèrcit danès pràcticament no va poder oferir resistència a les tropes del Tercer Reich, mentre que a Noruega l'ajuda aliada va permetre resistir un temps fins a la claudicació.
Val a dir que en terres noruegues van morir els primers republicans exiliats de la Guerra Civil espanyola que s'havien enrolat a la legió estrangera de l'exèrcit francès.

### La Batalla del Benelux i França
El mes de maig de 1940, els alemanys van iniciar la batalla per França. Les tropes aliades,  formades bàsicament per francesos i britànics, van haver de claudicar ràpidament davant la superioritat de les forces alemanyes i els seus atacs ràpids. En una primera fase, les unitats cuirassades alemanyes van travessar la regió boscosa de les Ardenes, en una operació de tenalla per aïllar i envoltar les unitats aliades que havien avançat a Bèlgica, ja que van pensar que tot plegat seria una repetició de la Primera Guerra Mundial. La Força Expedicionària Britànica, a més de tropes franceses, van quedar tancades al voltant de Dunkerque i van ser evacuades en l'operació Dinamo.
A la fi les tropes britàniques van escapolir-se de la bossa de Duinkerke mentre que l'exèrcit francès es rendeix amb 90.000 morts i 200.000 ferits. En la segona part, executada des del 5 de juny, les tropes alemanyes van flanquejar la Línia Maginot per atacar el territori francès.
La guerra al front finalitza amb la victòria nazi. L'exèrcit alemany comença els preparatius per la invasió d'Anglaterra.

## 1941-1943

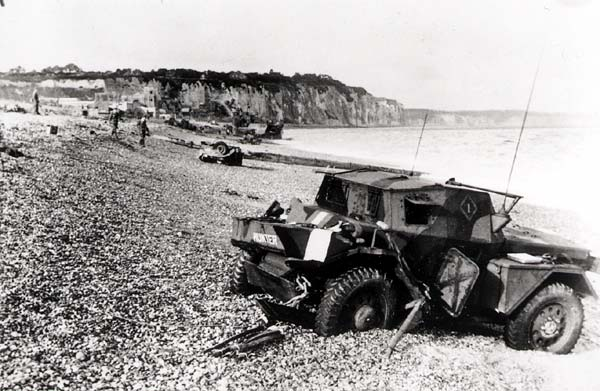
Dieppe (França) fotografia presa després de l'atac aliat a Dieppe el 19 d'agost de 1942.

Durant la preparació de la invasió d'Anglaterra, la Luftwaffe va llançar una campanya aèria molt dura contra Anglaterra; fou la coneguda com la batalla d'Anglaterra. Amb tot aquesta campanya acabaria amb victòria britànica i Adolf Hitler hauria de desistir del seu planejament inicial que no era altre que envair el territori britànic.
Un cop els jerarques nazis havien desistir de la invasió de Gran Bretanya per mar, es produeix un canvi de prioritats: la majoria de tropes alemanyes són destinades a la invasió de la Unió Soviètica. Al front occidental els alemanys s'ocuparen de tasques defensives: la construcció del conegut com a Mur de l'Atlàntic, una sèrie de fortificacions defensives al llarg de tota la costa francesa amb la intenció d'evitar un atac aliat provinent del Canal de la Mànega.
En paral·lel, els aliats comencen una guerra de dispersió amb combats a la Mediterrània i al nord d'Àfrica.
Tenint en compte la gran quantitat d'obstacles que dificultaven una invasió de la França ocupada des de territori britànic, les forces aliades decidiren provar un atac contra la costa francesa. El 19 d'agost de 1942, tropes aliades van començar una incursió a la població francesa de Dieppe. La incursió fou un autèntic desastre, ja que dues terceres parts dels combatents foren ferits, amb tot es va poder abstreure informació que fou utilitzada en la futura invasió de Normandia.
Durant aquests dos anys no hi va haver batalles terrestres en el front occidental amb l'excepció dels atacs que la Resistència Francesa feia a la França ocupada amb l'ajuda del Special Operations Executive i de l'Office of Strategic Services.
Amb l'entrada en la guerra dels Estats Units, la Força Aèria dels Estats Units d'Amèrica i Royal Air Force (RAF) de l'exèrcit britànic van començar els bombardejos de posicions alemanyes tant França com a Alemanya. A poc a poc, gràcies a aquestes incursions i les baixes en el front oriental la Luftwaffe va ser arrasada i, en conseqüència, Alemanya va quedar cada cop més exposada als bombardejos aliats. La indústria armamentista alemanya cada vegada tenia més problemes per mantenir el ritme que requeria la guerra; les incursions aèries aliades van començar a tornar-se més segures, i ja per a maig de 1944, la superioritat aèria aliada era suficient per iniciar el desembarcament a Europa.

## 1944-1945

### El dia D

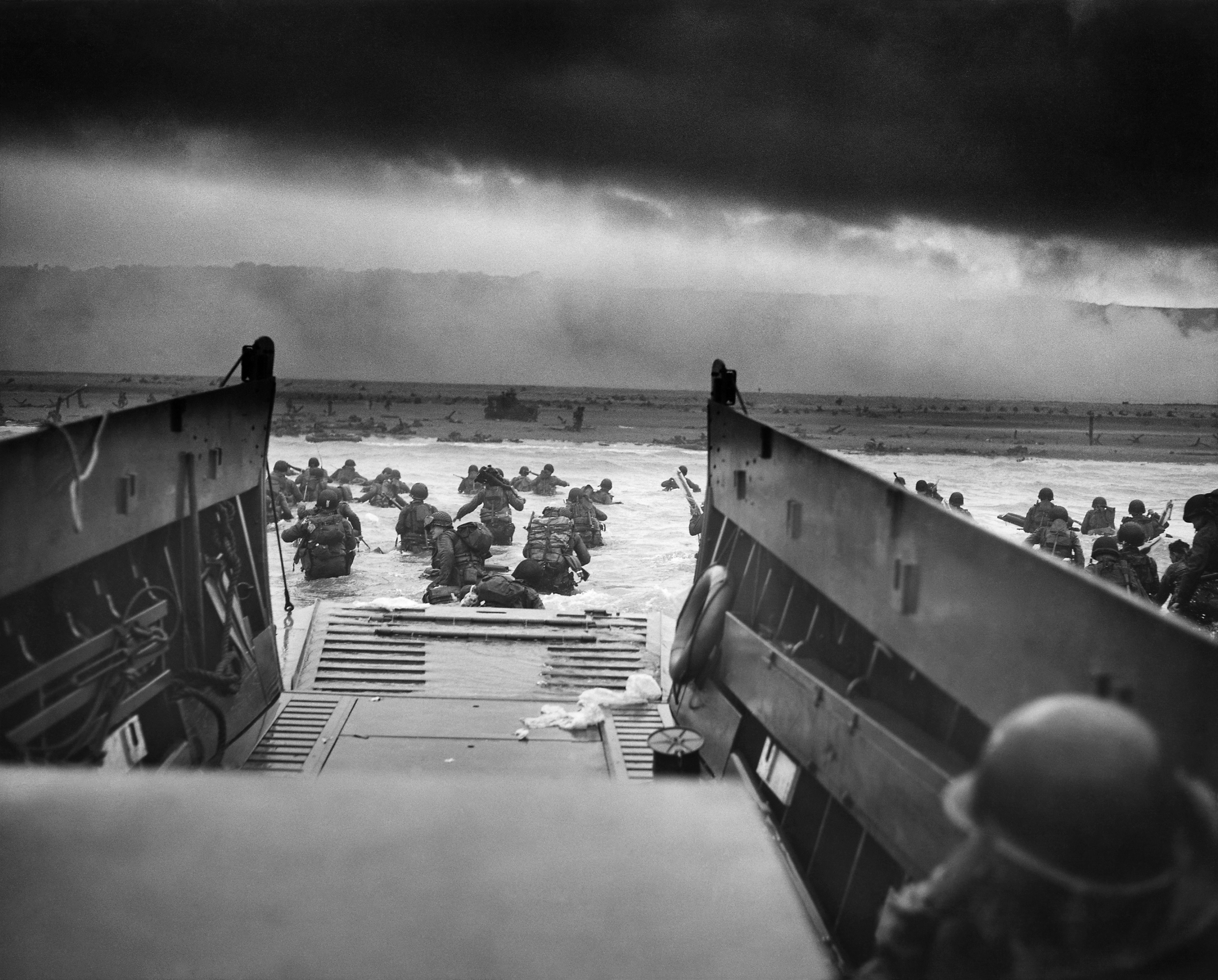
Soldats americans desembarcant a les platges de Normandia, 6 de juny de 1944.

Per disminuir la pressió nazi sobre el front oriental i accelerar la fi de la guerra, el 6 de juny de 1944 (l'anomenat el Dia D) els aliats van obrir un nou front a Europa amb un desembarcament massiu de tropes a les costes de Normandia. L'objectiu prioritari era, primer, alliberar França. Aquesta invasió, de nom en clau Operació Overlord, va ser i és el desembarcament de tropes més gran de la història, ja que va involucrar gairebé 3 milions de soldats. Malgrat que en algunes de les platges el nombre de baixes aliades va ser important, el desembarcament va ser un èxit.
En primer lloc, el 6 de juny de 1944, diverses divisions de paracaigudistes d'elit van aterrar a França, molts en planadors. Amb tot les divisions van resultar molt disperses i no van poder neutralitzar de forma efectiva totes les defenses de les platges. Pel que fa a la invasió d'aquestes, en quatre de les cinc no es va trobar molta resistència, tanmateix a la platja Omaha la mala planificació va ocasionar que la majoria dels carros de combat amfibis s'enfonsessin, quedant la infanteria sola. Malgrat tot al final del dia Omaha va ser capturada, amb tot van morir sis mil soldats estatunidencs, la xifra de morts més alta del dia. Dies després, el 10 de juny, els cinc fronts s'havien convertit en un de sol, i mentre els estatunidencs intentaven prendre Cherbourg, els britànics es van dirigir a Caen, defensada pel Erwin Rommel, on els aliats hi van trobar forta resistència. El 17 de juliol, el comandant alemany Erwin Rommel va ser ferit de gravetat per un Spitfire i tres dies després Hitler va patir un atemptat, però va sobreviure amb ferides lleus. El 18 de juliol, els britànics havien pres Caen, però la presència alemanya en la zona era tan forta que la caiguda de Caen no va significar cap alleujament en el camp de batalla. Cap el 20 de juliol, tretze divisions alemanyes es van oposar a les britàniques i nou ho van fer a les estatunidenques. Però, finalment, el 25 de juliol, un bombardeig en estora al llarg del front estatunidenc va obrir-los el pas i va significar la ruptura del front de Normandia. A resultes d'aquesta victòria van avançar una mica cap al sud i després es van moure cap a l'oest amb la finalitat d'enfortir el flanc oriental del III Exèrcit estatunidenc del general George Patton. En resum, durant prop de dos mesos la resistència alemanya a Normandia va ser ferma, però a finals de juliol ja es va produir el trencament definitiu del front.

### Campanya de França i Alliberament de París

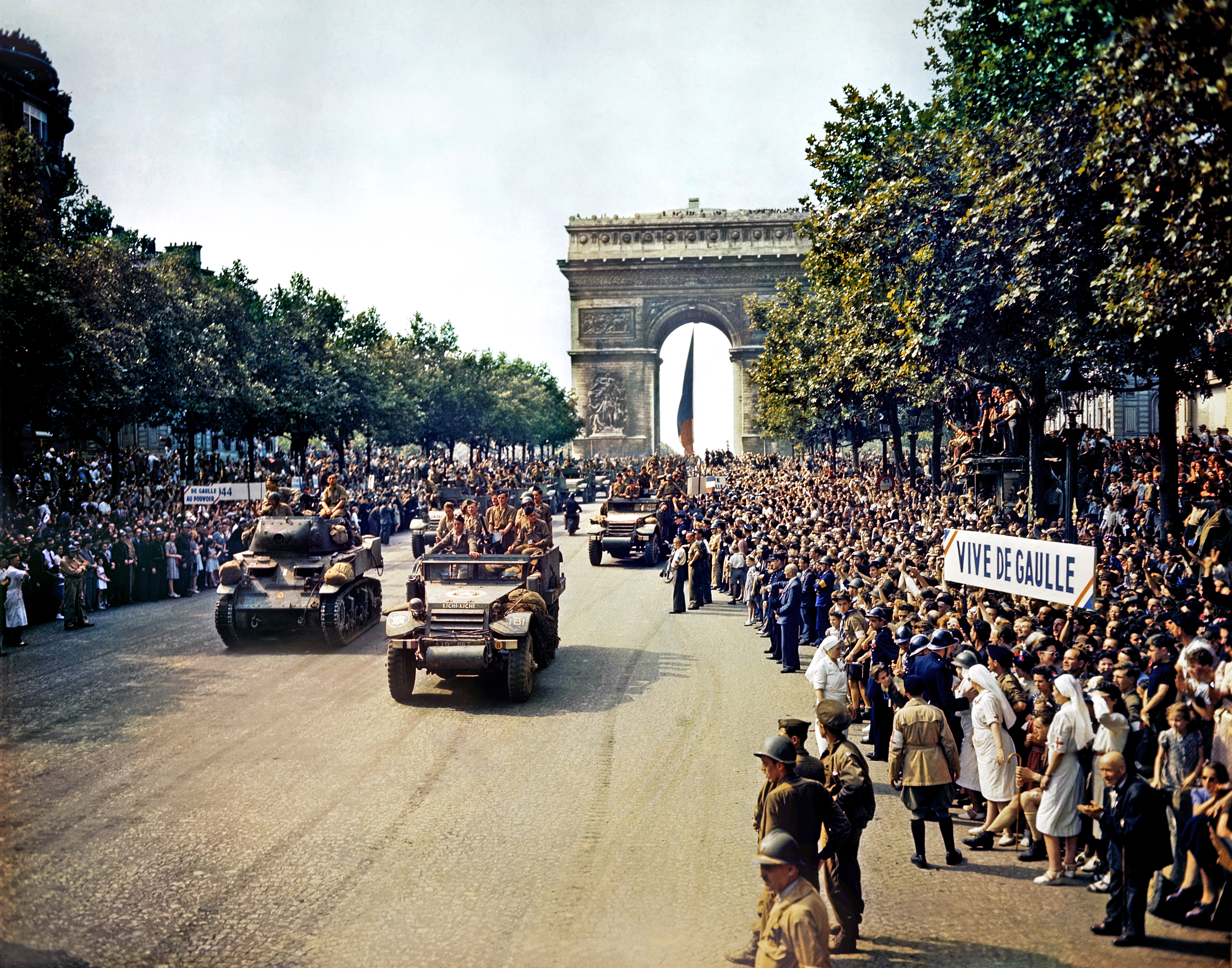
Desfilada de l'Alliberament de París.

Un cop els aliats van poder sortir de Normandia, la conquesta de França va ser ràpida. Per una banda, les forces anglo-estatunidenques lluitaven per tancar la bossa de Falaise; per l'altra banda, una força combinada dels Estats Units, el Canadà i la França Lliure va desembarcar el 15 d'agost a Toló i Canes, a la Costa Blava. Però com no van preveure tan poca resistència, la manca de combustible va frenar l'avanç aliat, per la qual cosa molts soldats de les forces de l'Eix van escapar a Alemanya o al nord d'Itàlia. L'anomenada operació Dragoon tenia com a objectiu assegurar el sud de França, abans que els partisans comunistes estenguessin la seva zona d'influència.
Finalment, el 25 d'agost, els aliats van entrar a la ciutat de París i ja a mitjans de setembre la major part de França i de Bèlgica havien estat alliberades. En total, uns tres milions de soldats aliats van desembarcar a Normandia el mes de juny de 1944, dels quals uns quaranta-cinc mil van morir, mentre que les forces de l'Eix, que tenien una força inicial d'un milió d'homes dispersa per tota França, van perir-hi uns dos-cents mil.

### Operació Market Garden

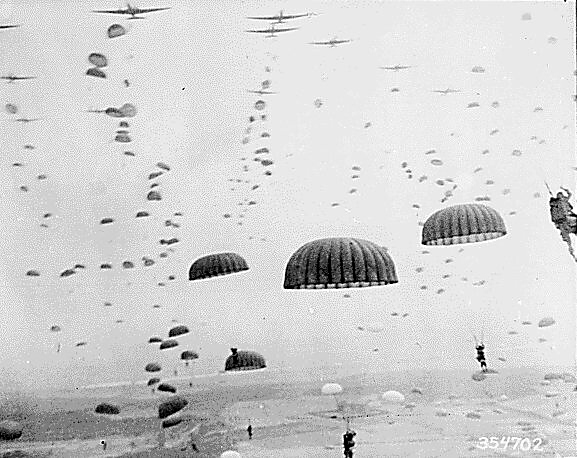
Paracaigudistes aliats cauen sobre Holanda el 17 de setembre de 1944.

El setembre de 1944 els aliats van llançar l'Operació Market Garden, un pla arriscat que pretenia accelerar l'arribada de l'exèrcit aliat fins al riu Rin, el darrer gran obstacle natural per la darrera fase: ocupar Alemanya. El pla consistia en el llançament d'un gran nombre de paracaigudistes sobre diverses ciutats neerlandeses amb la fita d'agafar per sorpresa el control dels ponts sobre rius i canals seguint una línia que anava des del sud dels Països Baixos fins al Rin. En realitat Market Garden consistia en dues operacions: Market i Garden. En la primera, tres divisions i mitja de paracaigudistes caurien sobre Holanda i assegurarien diversos ponts, el més important i el més llunyà era el situat sobre el riu Rin a Arnhem. Després, durant la Garden, el II Exèrcit britànic avançaria fins a les posicions capturades i rellevaria als cansats paracaigudistes. D'aquesta manera, les defenses d'Alemanya al sud quedarien exposades, i es podrien prendre els territoris en l'estuari del riu Escalda de manera més fàcil.
L'operació va ser un fracàs relatiu, ja que malgrat que la majoria de ponts es van poder capturar intactes, l'últim i crucial pont sobre el Rin a Arnhem no va poder ser capturat.

### La Batalla de les Ardenes
El desembre de 1944, els alemanys van realitzar un fort contraatac al front occidental anomenat Batalla del Bulge, va ser el darrer. Va tenir lloc a la regió de les Ardenes, precisament allà on els alemanys havien tingut èxit durant la primavera de 1940. El 16 de desembre de 1944, el 5è Exèrcit Panzer va emportar-se el Primer Exèrcit estatunidenc que protegia les Ardenes. La 101a Divisió Aerotransportada va quedar atrapada a 
Bastogne, però va resistir els embats alemanys. Mentre els exèrcits alemanys de Hasso von Manteuffel i Dietrich s'obrien pas, els exèrcits 7è i 15è només resguardaven els flancs, ja que havien sofert baixes en campanyes anteriors. Cap el 23 de desembre els Aliats ja s'havien recuperat de la sorpresa i va millorar la climatologia, fets que van permetre donar suport aeri. Així, l'endemà l'ofensiva alemanya es va aturar en sec, ja que la superioritat aèria aliada va començar a causar estralls en les formacions de tancs alemanys. Dos contraatacs alemanys llançats el 25 de desembre, un aeri i un altre blindat, poca cosa van poder fer-hi, l'ofensiva s'encallava poc més enllà del riu Mosa. Quan els alemanys van haver esgotat les seves forces, Montgomery i Patton van llançar atacs des del nord i el sud respectivament en la primera setmana de gener de 1945 sobre el sortint creat per l'ofensiva alemanya. Les forces alemanyes es van retirar ordenadament, encara que la falta de combustible va motivar que abandonessin equip pesat. El 7 de gener Hitler va permetre la retirada general. L'ofensiva havia fracassat i a finals de gener de 1945 tot el territori guanyat pels alemanys durant l'operació ja havia estat recuperat.

### 1945: La fi de la guerra
Durant els mesos de febrer i març de 1945 els aliats van aconseguir avançar fins al Rin en un ampli front, des dels Països Baixos fins a la frontera amb Suïssa. Un cop van ser al Rin, va ser crucial la captura del pont de Remagen (Alemanya). Aquest va permetre establir un cap de pont a la riba oposada. Durant l'abril, la defensa alemanya va col·lapsar i tot el territori entre el Rin i l'Elba, des del mar del Nord fins als Alps, va ser capturat pels aliats. El Comandant Suprem de les forces aliades a Europa, el general Dwight D. Eisenhower, va decidir unilateralment deixar la captura de Berlín als soviètics. Per aquest motiu els exèrcits aliats van aturar el seu avanç a l'Elba. El dia 25 d'abril van connectar amb l'exèrcit soviètic. Les tropes aliades van entrar a Àustria i a la República Txeca fins a trobar-se amb els soviètics.